# Pantelimon (gmina)
Pantelimon – gmina w Rumunii, w okręgu Konstanca. Obejmuje miejscowości Călugăreni, Nistorești, Pantelimon, Pantelimon de Jos i Runcu. W 2011 roku liczyła 1608 mieszkańców.